# Arrangement (musique)
Pour les articles homonymes, voir Arrangement.
 (mai 2017).
Si vous disposez d'ouvrages ou d'articles de référence ou si vous connaissez des sites web de qualité traitant du thème abordé ici, merci de compléter l'article en donnant les références utiles à sa vérifiabilité et en les liant à la section « Notes et références ».

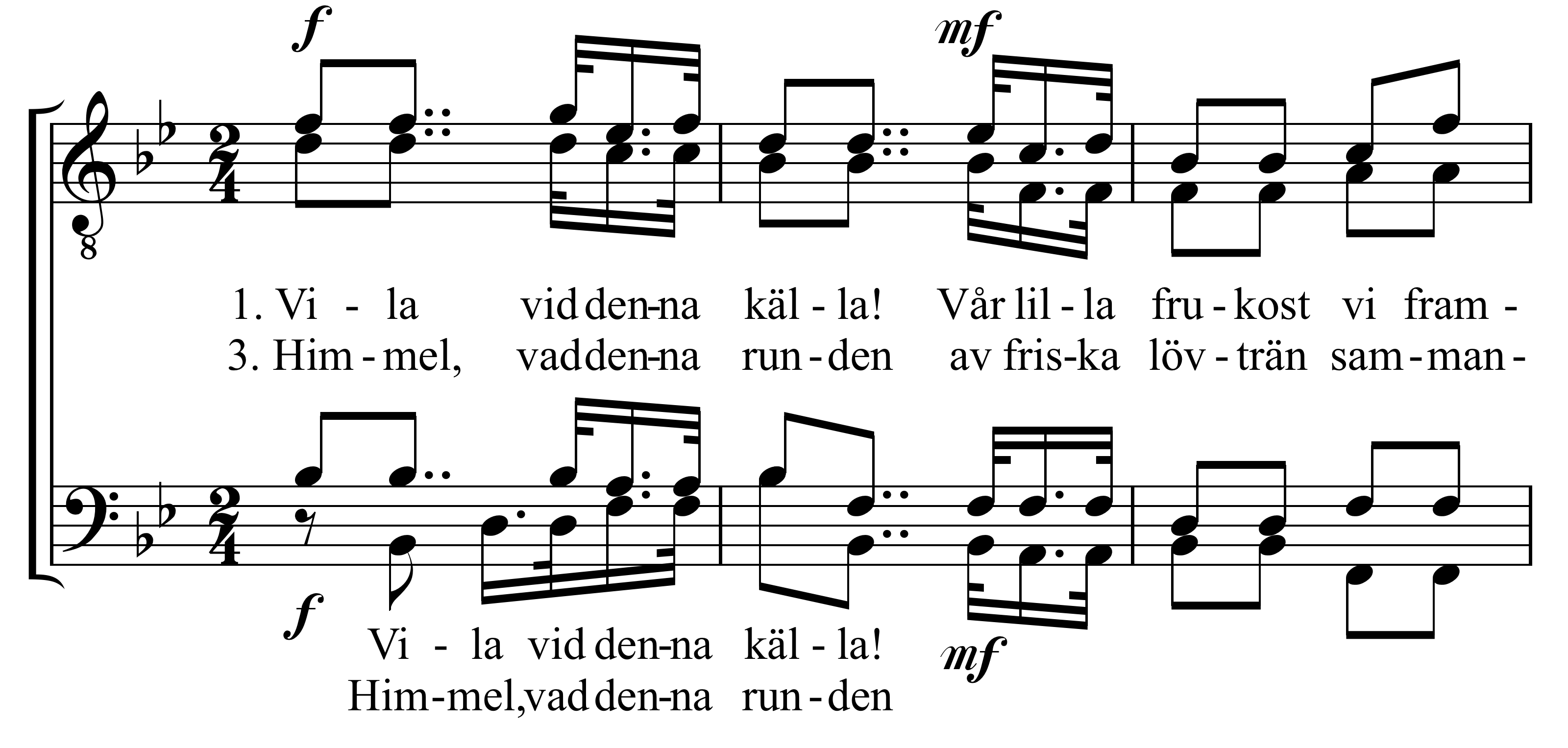
Code d'arrangement.

En musique, l’arrangement est une activité de composition musicale qui consiste à s’inspirer d'un thème musical en le recomposant en parties, ou par une modification de l'instrumentation (orchestration) ou de la mélodie. La personne habile en création d'arrangements est l'arrangeur.

## Généralités
Le plus souvent, un compositeur « classique » est également son propre arrangeur dans la mesure où il perfectionne ses œuvres au cours des années. Cependant, il arrive que le compositeur confie la réalisation des arrangements : Debussy a ainsi quelquefois fait appel à Charles Koechlin. De nos jours, les compositeurs de variétés créent la mélodie, mais ont rarement la compétence requise pour un arrangement. Le home studio permet de proposer des idées au moyen des synthétiseurs, tout en précisant la couleur à donner au morceau, mais l'arrangement, très technique, sera généralement confié à un arrangeur.
Que ce soit en classique, jazz, musique de variétés, pour des jingles publicitaires ou des musiques de film, on peut ranger les arrangements dans trois catégories :
1. L’arrangement purement musical : la mélodie est exécutée par un ou plusieurs solistes ; un groupe d’instruments en tutti auquel le reste de l’orchestre répond ou accompagne ;
2. L’accompagnement de chant : l’orchestre accompagne un chanteur ou un groupe de chanteurs comme aider et soutien ;
3. Le remaniement ou la transformation d'une œuvre : l'arrangeur sélectionne des parties d'une œuvre ou de plusieurs œuvres d'une même catégorie (d'un même compositeur, BO d'un film, extraits d'un opéra...) et les rassemble en une pièce originale pour une formation donnée (orchestre, ensemble instrumental, jazz band, etc.). Il s'agit d'agencer ces fragments en une sorte de pot-pourri des principaux thèmes originaux.

## Notions voisines
L’arrangement doit être distingué de l’instrumentation et de l’orchestration.
L’arrangement serait plutôt un brouillon, un conducteur, qui servira pour l’orchestration ; ce brouillon est essentiel et comporte plusieurs volets. Il est la plupart du temps écrit en do. Il comprend les découpages mélodiques et parfois leurs modifications (mesures composées, ajouts ou suppressions éventuelles de mesures), pour rendre ces mélodies plus logiques ; il comporte les modifications ou enrichissements harmoniques, idées de contre-chant sous le chant principal, idées rythmiques, atmosphères provoquées par des effets, etc. Ce brouillon peut comporter une, deux, trois ou quatre portées selon les besoins.
L’instrumentation se calque sur l’arrangement du conducteur et consiste plutôt dans le choix des instruments ou des chanteurs et leurs possibilités vocales (tessiture), de leurs difficultés propres et de leurs impossibilités.
L’orchestration disposera tous ces instruments ou chanteurs de façon qu’ils sonnent. Une des difficultés auxquelles l'arrangeur est confronté sera d’assembler avec goût les différents pupitres et d’en doser les interventions, afin que tout le monde ne joue pas tout le temps.
Il conviendra de considérer le style, le climat, le choix des timbres, le ou les schémas harmoniques.

## Styles
Chaque arrangeur, compositeur ou orchestre étant censé avoir son style propre, il est difficile d’organiser des subdivisions. Cependant, on peut tout de même distinguer quatre grandes familles : la musique classique, la musique de jazz, la variété et les musiques électroniques.
Quel que soit le style, il convient de prendre en considération les différents tempos. Il est exclu de jouer des quadruples croches sur des tempos rapides. Il ne faut pas négliger la résistance des lèvres pour les instruments à vent (trompettes, cors, trombones et même flûtes).
Il faut prévoir – en fonction des tempos et des nuances – des respirations pour tous les chanteurs ou « souffleurs » (bois, cuivres).

## Grands arrangeurs
Dans tous les styles, sont connus de grands arrangeurs, qui sont aussi souvent de grands pédagogues : en classique, Max Reger, qui a arrangé la musique pour orgue de Bach et la musique de Mozart, Charles Koechlin, qui a publié le fameux traité d'orchestration en quatre volumes, Arnold Schoenberg, avec son monumental Traité d'harmonie et, plus récemment, Ivan Jullien, coloriste affirmé, auteur d'un Traité de l'arrangement en huit volumes qui regroupe tous les styles de l'arrangement musical.
En jazz, on peut citer entre autres : Duke Ellington, Miles Davis, Carla Bley, Gil Evans, Quincy Jones, Thelonious Monk.